# Lokhim
Lokhim – gaun wikas samiti we wschodniej części Nepalu w strefie Sagarmatha w dystrykcie Solukhumbu. Według nepalskiego spisu powszechnego z 2001 roku liczył on 725 gospodarstw domowych i 3775 mieszkańców (1898 kobiet i 1877 mężczyzn).